# Speaker della Camera dei rappresentanti degli Stati Uniti
Lo Speaker della Camera dei rappresentanti degli Stati Uniti (in inglese: Speaker of the United States House of Representatives) o Speaker della Camera (Speaker of the House) è il soggetto cui è assegnato il compito di condurre i lavori della Camera dei rappresentanti, uno dei due rami del Congresso; si trova al secondo posto nella linea di successione presidenziale, dietro al Vicepresidente degli Stati Uniti e prima del presidente pro tempore del Senato.
La Camera elegge lo speaker scegliendolo, per consuetudine, tra i suoi componenti; la votazione si svolge mediante appello nominale.
Dal 25 ottobre 2023 lo Speaker è Mike Johnson.

## Storia
Il primo speaker della Camera dei rappresentanti degli Stati Uniti d'America fu il federalista Frederick Muhlenberg, dal 1789 al 1791 (ricoprì nuovamente la carica dal 1793 al 1795). Il ruolo di presidente mantenne una funzione poco più che simbolica sino a quando la carica non fu ricoperta da Henry Clay (che fu presidente in tre diversi periodi: 1811-1814, 1815-1820 e 1823-1825) il quale, partecipando a un maggior numero di sedute rispetto ai propri predecessori nel ruolo, riuscì a far pesare la propria influenza per sostenere alcuni provvedimenti, fra i quali la dichiarazione di guerra del 1812 e varie leggi relative al cosiddetto "American System".

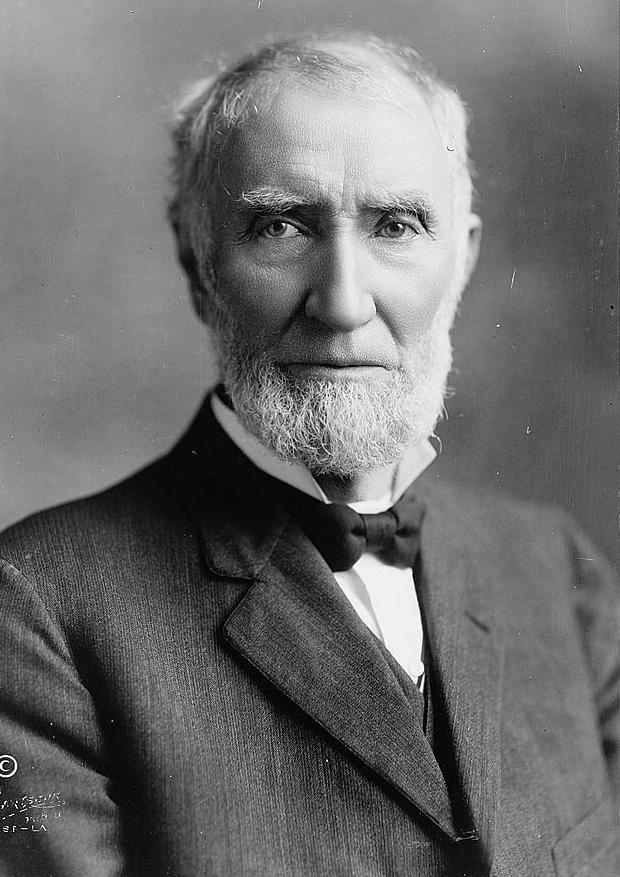
Gurney Cannon, presidente per otto anni consecutivi, tradizionalmente considerato il più influente presidente nella storia della Camera.

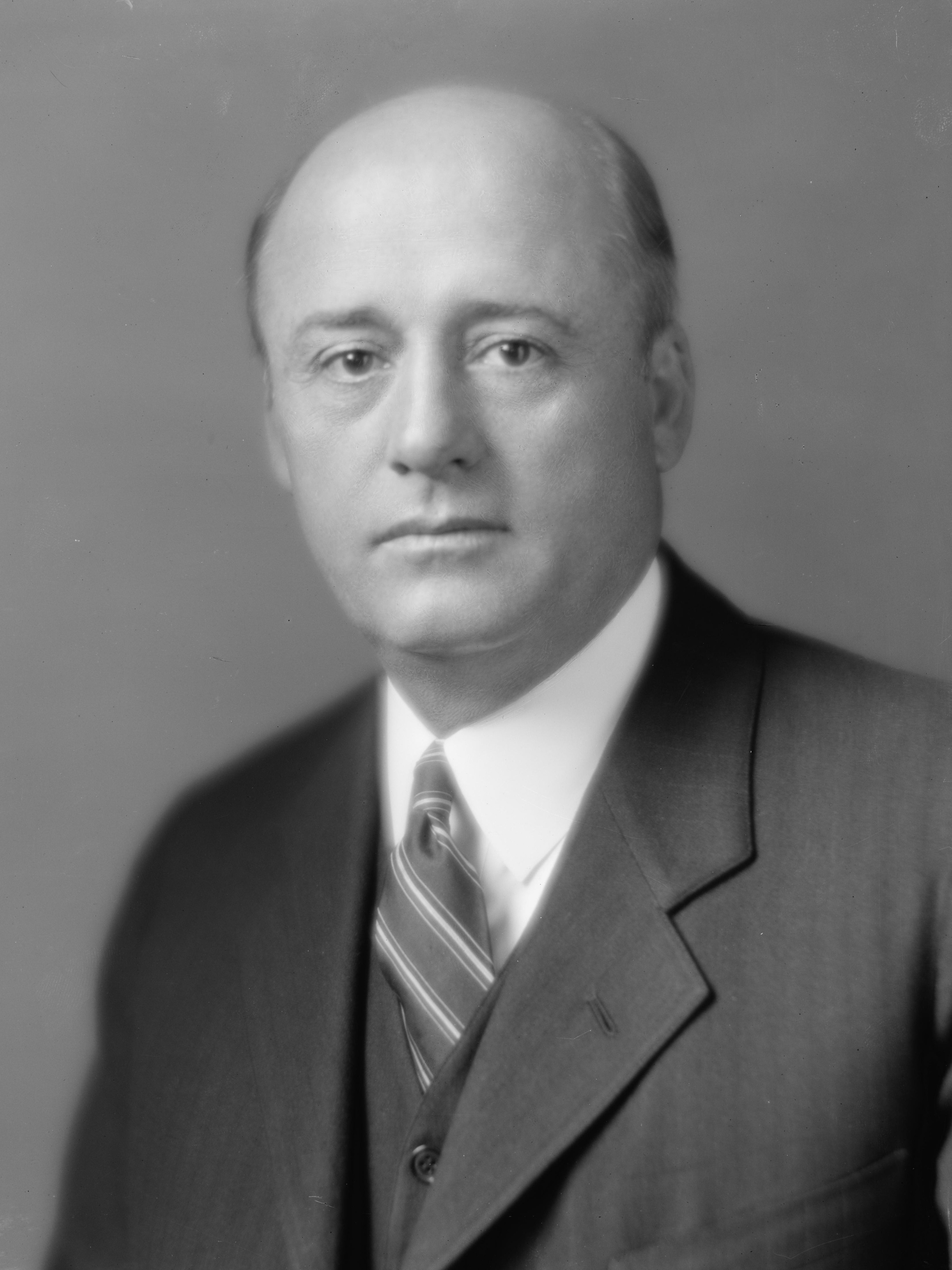
Il democratico Sam Rayburn, che detiene il record del maggior numero di anni in carica, complessivamente diciassette.

Clay rivestì un ruolo importante anche nelle elezioni presidenziali del 1824: poiché nessuno dei candidati si aggiudicò la maggioranza dei collegi elettorali, si rese necessario far scegliere il vincitore dalla Camera dei rappresentanti. Clay fornì il proprio appoggio a John Quincy Adams, garantendogli di fatto la vittoria.
Dopo l'uscita di scena di Clay, nel 1825, l'importanza della carica di presidente diminuì nuovamente.
Un importante impulso all'aumento di potere dato dalla carica si ebbe verso la fine del XIX secolo, dopo la riorganizzazione della Commissione sul Regolamento (commissione della quale lo speaker era solito assumere direttamente la presidenza), che diventò una delle più potenti commissioni della Camera.
Un altro presidente che fece molto valere il proprio ruolo fu il repubblicano Thomas Brackett Reed, presidente nei periodi 1889-1891 e 1895-1899. Durante quella fase politica i democratici, che rappresentavano la minoranza, praticavano una tecnica denominata "disappearing quorum" ("quorum che scompare"): a ogni votazione il cui esito era chiaramente in mano all'ala repubblicana, i democratici si astenevano dal voto, impedendo così il raggiungimento del quorum. Reed dichiarò che per il quorum andasse calcolato sui membri presenti in aula, votanti o meno. In questo modo la tattica ostruzionistica democratica fu resa inutile.
Ma il massimo esempio di potere esercitato tramite il ruolo di presidente fu certamente appannaggio del repubblicano Joseph Gurney Cannon (presidente dal 1903 al 1911). Cannon impostava l'agenda della Camera, nominava i membri delle varie commissioni, ne sceglieva i presidenti, assegnava alle varie commissioni le leggi da discutere, oltre a sfruttare la propria influenza per sostenere le proposte del Partito Repubblicano. L'influenza di Cannon sulla vita politica era diventata talmente forte da costringere, nel 1910, i democratici (appoggiati anche da alcuni repubblicani scontenti) a coalizzarsi per attenuare il potere del presidente. Il tentativo ebbe successo (si stabilì che lo speaker non potesse più nominare i membri delle commissioni e presiedere la Commissione sul Regolamento), ma circa quindici anni dopo questi poteri furono reintegrati nella carica grazie al presidente repubblicano Nicholas Longworth.
Il XX secolo ha visto altri due presidenti di notevole rilievo: il primo è il democratico Sam Rayburn, che detiene il record come maggior numero di anni in carica, complessivamente diciassette, divisi nei periodi 1940 - 1947, 1949 - 1953, e 1955 - 1961. Rayburn, tra le altre cose, appoggiò vari provvedimenti di sostegno ai paesi esteri, in sostegno ai Presidenti Franklin D. Roosevelt and Harry Truman.
Il secondo è Tip O'Neill, anch'egli democratico, colui che ha ricoperto la carica di presidente per il maggior numero di anni consecutivi (dieci, dal 1977 al 1987). O'Neill si fece notare anche per i suoi aperti contrasti col Presidente Ronald Reagan su temi di politica interna e sulle spese militari.

## Casi particolari nelle elezioni
La storia della Camera dei rappresentanti riporta anche alcune elezioni del presidente decisamente travagliate.
Nel 1855 i due principali candidati a ricoprire la carica erano il repubblicano Prentiss Banks e il democratico William Aiken. Oltre a loro però, concorrevano altri diciannove candidati: la cosa provocò un'ovvia spaccatura di voto all'interno della Camera, che per due mesi restò bloccata a causa dell'impossibilità di eleggere un presidente. Alla fine si giunse all'accordo di eleggere una tantum lo speaker senza necessità di maggioranza assoluta, ma soltanto di maggioranza relativa: Banks la spuntò così, dopo ben 133 votazioni.
Una analoga situazione si presentò nel 1859, ma furono necessarie "solo" 54 votazioni per assegnare la carica al Repubblicano William Pennington.
Elezione meno travagliata ma estremamente importante nella storia americana fu quella del repubblicano Frederick H. Gillett nel 1923. Dopo varie votazioni né i Democratici né i Repubblicani erano riusciti a far eleggere i propri candidati, in quanto molti membri del Partito Progressista votavano altri candidati. I Repubblicani, in cambio della promessa di appoggio ai Progressisti su alcuni temi di futuro dibattito, ottennero i loro voti riuscendo a fare eleggere il proprio candidato. Nella storia degli Stati Uniti questo è l'unico caso di coalizione politica mai formatasi in ciascuna delle due Camere.
La prima donna a ricoprire questo incarico è stata la democratica Nancy Pelosi, eletta dal 110º Congresso il 4 gennaio 2007, ottenendo 233 voti.
Nel 2023, all'inizio del 118º Congresso, per la prima volta in cento anni, sono state necessarie più votazioni per eleggere lo Speaker dell'Assemblea. Dopo quattro giorni e quindici turni di votazioni, il Repubblicano Kevin McCarthy è stato infine eletto, ottenendo 216 voti contro i 213 del suo avversario Democratico Hakeem Jeffries; è stata essenziale a garantire la sua vittoria l'astensione di 6 Repubblicani appartenenti alla frangia più radicale del partito, che si erano rifiutati di sostenerlo negli scrutini precedenti.

## Un ruolo di parte
La Costituzione non stabilisce il ruolo politico del presidente, ma storicamente questo si è configurato come fortemente partigiano, molto diverso in questo dalla posizione super partes del presidente della Camera dei Comuni britannica.
Per tradizione, lo speaker è il capo o comunque un punto di riferimento del partito di maggioranza della Camera. La sua importanza è minore quando il Presidente degli Stati Uniti appartiene al suo stesso partito. Di contro, la sua importanza tende ad aumentare quando è del partito opposto.

## Compiti dello speaker
Lo speaker presiede le sedute della Camera, ma a volte lascia questo ruolo ad un compagno di partito: questi è solitamente una persona di esperienza, se i dibattiti in corso sono importanti; in caso contrario non è insolito venga nominato un presidente pro tempore di esperienza limitata, proprio per permettergli di "farsi le ossa".
I membri della Camera si rivolgono al presidente con gli appellativi di "mister speaker" o "madam speaker" (anche nel caso di un presidente pro tempore). Quando si ha la cosiddetta situazione di "Committee of the Whole" (ossia tutta la Camera agisce come un'unica Commissione) lo speaker ha il compito di eleggere un Presidente di Commissione che diriga i lavori.
Lo speaker seleziona nove dei tredici membri del Committee on Rules, ovviamente dietro approvazione del partito (i rimanenti quattro membri vengono designati dal partito di minoranza).
Quando una proposta di legge viene introdotta, lo speaker designa quale sarà la Commissione che se ne occuperà.
Lo speaker ha diritto di voto come gli altri membri, ma esercita questo diritto solo in pochi casi, ad esempio quando c'è una parità o per votazioni di grande importanza, come gli emendamenti costituzionali.
Lo speaker ha anche il compito di presiedere le sedute congiunte di Camera e Senato, tranne nel caso di sedute congiunte che prevedono conteggio di voti o dichiarazione dei risultati di una elezione presidenziale. Questo avviene in base al 12° emendamento, che prevede il diritto del Presidente del Senato, alla presenza delle Camere riunite, di aprire i certificati elettorali.
Compete allo speaker dirigere il lavoro degli impiegati della Camera: i commessi, il sergeant - at - arms (il responsabile della sicurezza), il capo dell'ufficio amministrativo ed il cappellano. Lo speaker può licenziare qualunque persona occupi uno di questi ruoli, ad eccezione del cappellano. Nomina anche lo "Storico della Camera" (persona deputata a studiare e documentare la storia della House of Representatives) e, insieme ai leader dei due partiti, anche l'ispettore generale della Camera.
Lo speaker è al secondo posto nella linea di successione presidenziale, dopo il vicepresidente e prima del Presidente pro tempore del Senato. Questa linea di successione viene ritenuta incostituzionale da alcuni giuristi. Nessuno speaker, comunque, si è mai ritrovato nel ruolo di Presidente degli Stati Uniti.

## Lista degli speaker della Camera dei rappresentanti
| #  | Immagine                            | Speaker                                | Partito                           | Stato                    | Congressi                           | Presidente                         | Mandato                           |
| -- | ----------------------------------- | -------------------------------------- | --------------------------------- | ------------------------ | ----------------------------------- | ---------------------------------- | --------------------------------- |
| 1  |                                     | Frederick Muhlenberg (1750 - 1801)     | Federalista                       | Pennsylvania             | 1º (1789 - 1791)                    | George Washington (1789 – 1797)    | 1º aprile 1789-4 marzo 1791       |
| 2  |                                     | Jonathan Trumbull, Jr. (1740 - 1809)   | Federalista                       | Connecticut              | 2º (1791 - 1793)                    | George Washington (1789 – 1797)    | 24 ottobre 1791 - 4 marzo 1793    |
| 3  |                                     | Frederick Muhlenberg (1750 - 1801)     | Federalista                       | Pennsylvania             | 3º (1793 - 1795)                    | George Washington (1789 – 1797)    | 2 dicembre 1793 - 4 marzo 1795    |
| 4  |                                     | Jonathan Dayton (1760 - 1824)          | Federalista                       | New Jersey               | 4º (1795 - 1797)                    | George Washington (1789 – 1797)    | 7 dicembre 1795 - 4 marzo 1797    |
| 4  | John Adams (1797 – 1801)            | Jonathan Dayton (1760 - 1824)          | Federalista                       | New Jersey               | 4º (1795 - 1797)                    |                                    | 7 dicembre 1795 - 4 marzo 1797    |
| 4  | 5º (1797 - 1799)                    | Jonathan Dayton (1760 - 1824)          | Federalista                       | New Jersey               | 15 maggio 1797 - 4 marzo 1799       |                                    |                                   |
| 5  |                                     | Theodore Sedgwick (1746 - 1813)        | Federalista                       | Massachusetts            | 6º (1799 - 1801)                    | 2 dicembre 1799 - 4 marzo 1801     |                                   |
| 5  | Thomas Jefferson (1801 – 1809)      | Theodore Sedgwick (1746 - 1813)        | Federalista                       | Massachusetts            | 6º (1799 - 1801)                    | 2 dicembre 1799 - 4 marzo 1801     |                                   |
| 6  |                                     | Nathaniel Macon (1757 - 1837)          | Democratico-Repubblicano          | Carolina del Nord        | 7º (1801 - 1803)                    | 7 dicembre 1801 - 4 marzo 1803     |                                   |
| 6  | 8º (1803 - 1805)                    | Nathaniel Macon (1757 - 1837)          | Democratico-Repubblicano          | Carolina del Nord        | 17 ottobre 1803 - 4 marzo 1805      |                                    |                                   |
| 6  | 9º (1805 - 1807)                    | Nathaniel Macon (1757 - 1837)          | Democratico-Repubblicano          | Carolina del Nord        | 2 dicembre 1805 - 4 marzo 1807      |                                    |                                   |
| 7  |                                     | Joseph Bradley Varnum (1751 - 1821)    | Democratico-Repubblicano          | Massachusetts            | 10º (1807 - 1809)                   | 26 ottobre 1807 - 4 marzo 1809     |                                   |
| 7  | James Madison (1809 – 1817)         | Joseph Bradley Varnum (1751 - 1821)    | Democratico-Repubblicano          | Massachusetts            | 10º (1807 - 1809)                   | 26 ottobre 1807 - 4 marzo 1809     |                                   |
| 7  | 11º (1809 - 1811)                   | Joseph Bradley Varnum (1751 - 1821)    | Democratico-Repubblicano          | Massachusetts            | 22 maggio 1809 - 4 marzo 1811       |                                    |                                   |
| 8  |                                     | Henry Clay (1777 - 1852)               | Democratico-Repubblicano          | Kentucky                 | 12º (1811 - 1813)                   | 4 novembre 1811 - 4 marzo 1813     |                                   |
| 8  | 13º (1813 - 1815)                   | Henry Clay (1777 - 1852)               | Democratico-Repubblicano          | Kentucky                 | 24 maggio 1813 - 19 gennaio 1814    |                                    |                                   |
| 9  | 13º (1813 - 1815)                   |                                        | Langdon Cheves (1776 - 1857)      | Democratico-Repubblicano | Carolina del Sud                    | 19 gennaio 1814 - 4 marzo 1815     |                                   |
| 10 |                                     | Henry Clay (1777 - 1852)               | Democratico-Repubblicano          | Kentucky                 | 14º (1815 - 1817)                   | 14 dicembre 1815 - 4 marzo 1817    |                                   |
| 10 | James Monroe (1817 – 1825)          | Henry Clay (1777 - 1852)               | Democratico-Repubblicano          | Kentucky                 | 14º (1815 - 1817)                   | 14 dicembre 1815 - 4 marzo 1817    |                                   |
| 10 | 15º (1817 - 1819)                   | Henry Clay (1777 - 1852)               | Democratico-Repubblicano          | Kentucky                 | 1º dicembre 1817 - 4 marzo 1819     |                                    |                                   |
| 10 | 16º (1819 - 1821)                   | Henry Clay (1777 - 1852)               | Democratico-Repubblicano          | Kentucky                 | 6 dicembre 1819 - 28 ottobre 1820   |                                    |                                   |
| 11 | 16º (1819 - 1821)                   |                                        | John W. Taylor (1784 - 1854)      | Democratico-Repubblicano | New York                            | 15 novembre 1820 - 4 marzo 1821    |                                   |
| 12 |                                     | Philip Pendleton Barbour (1783 - 1841) | Democratico-Repubblicano          | Virginia                 | 17º (1821 - 1823)                   | 4 dicembre 1821 - 4 marzo 1823     |                                   |
| 13 |                                     | Henry Clay (1777 - 1852)               | Democratico-Repubblicano          | Kentucky                 | 18º (1823 - 1825)                   | 1º dicembre 1823 - 4 marzo 1825    |                                   |
| 13 | John Quincy Adams (1825 – 1829)     | Henry Clay (1777 - 1852)               | Democratico-Repubblicano          | Kentucky                 | 18º (1823 - 1825)                   | 1º dicembre 1823 - 4 marzo 1825    |                                   |
| 14 |                                     | John W. Taylor (1784 - 1854)           | Repubblicano Nazionale            | New York                 | 19º (1825 - 1827)                   | 5 dicembre 1825 - 4 marzo 1827     |                                   |
| 15 |                                     | Andrew Stevenson (1784 - 1857)         | Democratico                       | Virginia                 | 20º (1827 - 1829)                   | 3 dicembre 1827 - 4 marzo 1829     |                                   |
| 15 | Andrew Jackson (1829 – 1837)        | Andrew Stevenson (1784 - 1857)         | Democratico                       | Virginia                 | 20º (1827 - 1829)                   | 3 dicembre 1827 - 4 marzo 1829     |                                   |
| 15 | 21º (1829 - 1831)                   | Andrew Stevenson (1784 - 1857)         | Democratico                       | Virginia                 | 7 dicembre 1829 - 4 marzo 1831      |                                    |                                   |
| 15 | 22º (1831 - 1833)                   | Andrew Stevenson (1784 - 1857)         | Democratico                       | Virginia                 | 5 dicembre 1831 - 4 marzo 1833      |                                    |                                   |
| 15 | 23º (1833 - 1835)                   | Andrew Stevenson (1784 - 1857)         | Democratico                       | Virginia                 | 2 dicembre 1833 - 2 giugno 1834     |                                    |                                   |
| 16 | 23º (1833 - 1835)                   |                                        | John Bell (1796 - 1869)           | Democratico              | Tennessee                           | 2 giugno 1834 - 4 marzo 1835       |                                   |
| 17 |                                     | James Polk (1795 - 1849)               | Democratico                       | Tennessee                | 24º (1835 - 1837)                   | 7 dicembre 1835 - 4 marzo 1837     |                                   |
| 17 | Martin Van Buren (1837 – 1841)      | James Polk (1795 - 1849)               | Democratico                       | Tennessee                | 24º (1835 - 1837)                   | 7 dicembre 1835 - 4 marzo 1837     |                                   |
| 17 | 25º (1837 - 1839)                   | James Polk (1795 - 1849)               | Democratico                       | Tennessee                | 4 settembre 1837 - 4 marzo 1839     |                                    |                                   |
| 18 |                                     | Robert M. T. Hunter (1809 - 1887)      | Whig                              | Virginia                 | 26º (1839 - 1841)                   | 16 dicembre 1839 - 4 marzo 1841    |                                   |
| 18 | William Henry Harrison (1841)       | Robert M. T. Hunter (1809 - 1887)      | Whig                              | Virginia                 | 26º (1839 - 1841)                   | 16 dicembre 1839 - 4 marzo 1841    |                                   |
| 18 | John Tyler (1841 – 1845)            | Robert M. T. Hunter (1809 - 1887)      | Whig                              | Virginia                 | 26º (1839 - 1841)                   | 16 dicembre 1839 - 4 marzo 1841    |                                   |
| 19 |                                     | John White (1802 - 1845)               | Whig                              | Kentucky                 | 27º (1841 - 1843)                   | 31 maggio 1841 - 4 marzo 1843      |                                   |
| 20 |                                     | John Winston Jones (1791 - 1848)       | Democratico                       | Virginia                 | 28º (1843 - 1845)                   | 4 dicembre 1843 - 4 marzo 1845     |                                   |
| 20 | James Polk (1845 – 1849)            | John Winston Jones (1791 - 1848)       | Democratico                       | Virginia                 | 28º (1843 - 1845)                   | 4 dicembre 1843 - 4 marzo 1845     |                                   |
| 21 |                                     | John Wesley Davis (1799 - 1859)        | Democratico                       | Indiana                  | 29º (1845 - 1847)                   | 1º dicembre 1845 - 4 marzo 1847    |                                   |
| 22 |                                     | Robert Charles Winthrop (1809 - 1894)  | Whig                              | Massachusetts            | 30º (1847 - 1849)                   | 6 dicembre 1847 - 4 marzo 1849     |                                   |
| 22 | Zachary Taylor (1849 – 1850)        | Robert Charles Winthrop (1809 - 1894)  | Whig                              | Massachusetts            | 30º (1847 - 1849)                   | 6 dicembre 1847 - 4 marzo 1849     |                                   |
| 23 |                                     | Howell Cobb (1815 - 1868)              | Democratico                       | Georgia                  | 31º (1849 - 1851)                   | 22 dicembre 1849 - 4 marzo 1851    |                                   |
| 23 | Millard Fillmore (1850 – 1853)      | Howell Cobb (1815 - 1868)              | Democratico                       | Georgia                  | 31º (1849 - 1851)                   | 22 dicembre 1849 - 4 marzo 1851    |                                   |
| 24 |                                     | Linn Boyd (1800 - 1859)                | Democratico                       | Kentucky                 | 32º (1851 - 1853)                   | 1º dicembre 1851 - 4 marzo 1853    |                                   |
| 24 | Franklin Pierce (1853 – 1857)       | Linn Boyd (1800 - 1859)                | Democratico                       | Kentucky                 | 32º (1851 - 1853)                   | 1º dicembre 1851 - 4 marzo 1853    |                                   |
| 24 | 33º (1853 - 1855)                   | Linn Boyd (1800 - 1859)                | Democratico                       | Kentucky                 | 5 dicembre 1853 - 4 marzo 1855      |                                    |                                   |
| 25 |                                     | Nathaniel P. Banks (1816 - 1894)       | Know Nothing                      | Massachusetts            | 34º (1855 - 1857)                   | 2 febbraio 1856 - 4 marzo 1857     |                                   |
| 25 | James Buchanan (1857 – 1861)        | Nathaniel P. Banks (1816 - 1894)       | Know Nothing                      | Massachusetts            | 34º (1855 - 1857)                   | 2 febbraio 1856 - 4 marzo 1857     |                                   |
| 26 |                                     | James Lawrence Orr (1822 - 1873)       | Democratico                       | Carolina del Sud         | 35º (1857 - 1859)                   | 7 dicembre 1857 - 4 marzo 1859     |                                   |
| 27 |                                     | William Pennington (1796 - 1862)       | Repubblicano                      | New Jersey               | 36º (1859 - 1861)                   | 1º febbraio 1860 - 4 marzo 1861    |                                   |
| 27 | Abraham Lincoln (1861 – 1865)       | William Pennington (1796 - 1862)       | Repubblicano                      | New Jersey               | 36º (1859 - 1861)                   | 1º febbraio 1860 - 4 marzo 1861    |                                   |
| 28 |                                     | Galusha A. Grow (1823 - 1907)          | Repubblicano                      | Pennsylvania             | 37º (1861 - 1863)                   | 4 luglio 1861 - 4 marzo 1863       |                                   |
| 29 |                                     | Schuyler Colfax (1823 - 1885)          | Repubblicano                      | Indiana                  | 38º (1863 - 1865)                   | 7 dicembre 1863 - 4 marzo 1865     |                                   |
| 29 | Andrew Johnson (1865 – 1869)        | Schuyler Colfax (1823 - 1885)          | Repubblicano                      | Indiana                  | 38º (1863 - 1865)                   | 7 dicembre 1863 - 4 marzo 1865     |                                   |
| 29 | 39º (1865 - 1867)                   | Schuyler Colfax (1823 - 1885)          | Repubblicano                      | Indiana                  | 4 dicembre 1865 - 4 marzo 1867      |                                    |                                   |
| 29 | 40º (1867 - 1869)                   | Schuyler Colfax (1823 - 1885)          | Repubblicano                      | Indiana                  | 4 marzo 1867 - 3 marzo 1869         |                                    |                                   |
| 30 | 40º (1867 - 1869)                   |                                        | Theodore M. Pomeroy (1824 - 1905) | Repubblicano             | New York                            | 3 marzo 1869 - 4 marzo 1869        |                                   |
| 31 |                                     | James G. Blaine (1830 - 1893)          | Repubblicano                      | Maine                    | 41º (1869 - 1871)                   | Ulysses Grant (1869 – 1877)        | 4 marzo 1869 - 4 marzo 1871       |
| 31 | 42º (1871 - 1873)                   | James G. Blaine (1830 - 1893)          | Repubblicano                      | Maine                    | 4 marzo 1871 - 4 marzo 1873         | Ulysses Grant (1869 – 1877)        |                                   |
| 31 | 43º (1873 - 1875)                   | James G. Blaine (1830 - 1893)          | Repubblicano                      | Maine                    | 4 marzo 1873 - 4 marzo 1875         | Ulysses Grant (1869 – 1877)        |                                   |
| 32 |                                     | Michael C. Kerr (1827 - 1876)          | Democratico                       | Indiana                  | 44º (1875 - 1877)                   | Ulysses Grant (1869 – 1877)        | 6 dicembre 1875 - 19 agosto 1876† |
| 33 |                                     | Samuel J. Randall (1828 - 1890)        | Democratico                       | Pennsylvania             | 44º (1875 - 1877)                   | Ulysses Grant (1869 – 1877)        | 4 dicembre 1876 - 4 marzo 1877    |
| 33 | Rutherford Hayes (1877 – 1881)      | Samuel J. Randall (1828 - 1890)        | Democratico                       | Pennsylvania             | 44º (1875 - 1877)                   |                                    | 4 dicembre 1876 - 4 marzo 1877    |
| 33 | 45º (1877 - 1879)                   | Samuel J. Randall (1828 - 1890)        | Democratico                       | Pennsylvania             | 15 ottobre 1877 - 4 marzo 1879      |                                    |                                   |
| 33 | 46º (1879 - 1881)                   | Samuel J. Randall (1828 - 1890)        | Democratico                       | Pennsylvania             | 18 marzo 1879 - 4 marzo 1881        |                                    |                                   |
| 33 | 46º (1879 - 1881)                   | Samuel J. Randall (1828 - 1890)        | Democratico                       | Pennsylvania             | 18 marzo 1879 - 4 marzo 1881        | James Garfield (1881)              |                                   |
| 33 | 46º (1879 - 1881)                   | Samuel J. Randall (1828 - 1890)        | Democratico                       | Pennsylvania             | 18 marzo 1879 - 4 marzo 1881        | Chester Arthur (1881 – 1885)       |                                   |
| 34 |                                     | J. Warren Keifer (1836 - 1932)         | Repubblicano                      | Ohio                     | 47º (1881 - 1883)                   | 5 dicembre 1881 - 4 marzo 1883     |                                   |
| 35 |                                     | John G. Carlisle (1834 - 1910)         | Democratico                       | Kentucky                 | 48º (1883 - 1885)                   | 3 dicembre 1883 - 4 marzo 1885     |                                   |
| 35 | Grover Cleveland (1885 – 1889)      | John G. Carlisle (1834 - 1910)         | Democratico                       | Kentucky                 | 48º (1883 - 1885)                   | 3 dicembre 1883 - 4 marzo 1885     |                                   |
| 35 | 49º (1885 - 1887)                   | John G. Carlisle (1834 - 1910)         | Democratico                       | Kentucky                 | 7 dicembre 1885 - 4 marzo 1887      |                                    |                                   |
| 35 | 50º (1887 - 1889)                   | John G. Carlisle (1834 - 1910)         | Democratico                       | Kentucky                 | 5 dicembre 1887 - 4 marzo 1889      |                                    |                                   |
| 35 | 50º (1887 - 1889)                   | John G. Carlisle (1834 - 1910)         | Democratico                       | Kentucky                 | 5 dicembre 1887 - 4 marzo 1889      | Benjamin Harrison (1889 – 1893)    |                                   |
| 36 |                                     | Thomas Brackett Reed (1839 - 1902)     | Repubblicano                      | Maine                    | 51º (1889 - 1891)                   | 2 dicembre 1889 - 4 marzo 1891     |                                   |
| 37 |                                     | Charles Frederick Crisp (1845 - 1896)  | Democratico                       | Georgia                  | 52º (1891 - 1893)                   | 8 dicembre 1891 - 4 marzo 1893     |                                   |
| 37 | Grover Cleveland (1893 – 1897)      | Charles Frederick Crisp (1845 - 1896)  | Democratico                       | Georgia                  | 52º (1891 - 1893)                   | 8 dicembre 1891 - 4 marzo 1893     |                                   |
| 37 | 53º (1893 - 1895)                   | Charles Frederick Crisp (1845 - 1896)  | Democratico                       | Georgia                  | 7 agosto 1893 - 4 marzo 1895        |                                    |                                   |
| 38 |                                     | Thomas Brackett Reed (1839 - 1902)     | Repubblicano                      | Maine                    | 54º (1895 - 1897)                   | 2 dicembre 1895 - 4 marzo 1897     |                                   |
| 38 | William McKinley (1897 – 1901)      | Thomas Brackett Reed (1839 - 1902)     | Repubblicano                      | Maine                    | 54º (1895 - 1897)                   | 2 dicembre 1895 - 4 marzo 1897     |                                   |
| 38 | 55º (1897 - 1899)                   | Thomas Brackett Reed (1839 - 1902)     | Repubblicano                      | Maine                    | 15 marzo 1897 - 4 marzo 1899        |                                    |                                   |
| 39 |                                     | David B. Henderson (1840 - 1906)       | Repubblicano                      | Iowa                     | 56º (1899 - 1901)                   | 4 dicembre 1899 - 4 marzo 1901     |                                   |
| 39 | Theodore Roosevelt (1901 – 1909)    | David B. Henderson (1840 - 1906)       | Repubblicano                      | Iowa                     | 56º (1899 - 1901)                   | 4 dicembre 1899 - 4 marzo 1901     |                                   |
| 39 | 57º (1901 - 1903)                   | David B. Henderson (1840 - 1906)       | Repubblicano                      | Iowa                     | 2 dicembre 1901 - 4 marzo 1903      |                                    |                                   |
| 40 |                                     | Joseph Gurney Cannon (1836 - 1926)     | Repubblicano                      | Illinois                 | 58º (1903 - 1905)                   | 9 novembre 1903 - 4 marzo 1905     |                                   |
| 40 | 59º (1905 - 1907)                   | Joseph Gurney Cannon (1836 - 1926)     | Repubblicano                      | Illinois                 | 4 dicembre 1905 - 4 marzo 1907      |                                    |                                   |
| 40 | 60º (1907 - 1909)                   | Joseph Gurney Cannon (1836 - 1926)     | Repubblicano                      | Illinois                 | 2 dicembre 1907 - 4 marzo 1909      |                                    |                                   |
| 40 | 60º (1907 - 1909)                   | Joseph Gurney Cannon (1836 - 1926)     | Repubblicano                      | Illinois                 | 2 dicembre 1907 - 4 marzo 1909      | William Howard Taft (1909 – 1913)  |                                   |
| 40 | 61º (1909 - 1911)                   | Joseph Gurney Cannon (1836 - 1926)     | Repubblicano                      | Illinois                 | 15 marzo 1909 - 4 marzo 1911        |                                    |                                   |
| 41 |                                     | Champ Clark (1850 - 1921)              | Democratico                       | Missouri                 | 62º (1911 - 1913)                   | 4 aprile 1911 - 4 marzo 1913       |                                   |
| 41 | Woodrow Wilson (1913 – 1921)        | Champ Clark (1850 - 1921)              | Democratico                       | Missouri                 | 62º (1911 - 1913)                   | 4 aprile 1911 - 4 marzo 1913       |                                   |
| 41 | 63º (1913 - 1915)                   | Champ Clark (1850 - 1921)              | Democratico                       | Missouri                 | 7 aprile 1913 - 4 marzo 1915        |                                    |                                   |
| 41 | 64º (1915 - 1917)                   | Champ Clark (1850 - 1921)              | Democratico                       | Missouri                 | 6 dicembre 1915 - 4 marzo 1917      |                                    |                                   |
| 41 | 65º (1917 - 1919)                   | Champ Clark (1850 - 1921)              | Democratico                       | Missouri                 | 2 aprile 1917 - 4 marzo 1919        |                                    |                                   |
| 42 |                                     | Frederick Gillett (1851 - 1935)        | Repubblicano                      | Massachusetts            | 66º (1919 - 1921)                   | 19 maggio 1919 - 4 marzo 1921      |                                   |
| 42 | Warren Harding (1921 – 1923)        | Frederick Gillett (1851 - 1935)        | Repubblicano                      | Massachusetts            | 66º (1919 - 1921)                   | 19 maggio 1919 - 4 marzo 1921      |                                   |
| 42 | 67º (1921 - 1923)                   | Frederick Gillett (1851 - 1935)        | Repubblicano                      | Massachusetts            | 11 aprile 1921 - 4 marzo 1923       |                                    |                                   |
| 42 | 67º (1921 - 1923)                   | Frederick Gillett (1851 - 1935)        | Repubblicano                      | Massachusetts            | 11 aprile 1921 - 4 marzo 1923       | Calvin Coolidge (1923 – 1929)      |                                   |
| 42 | 68º (1923 - 1925)                   | Frederick Gillett (1851 - 1935)        | Repubblicano                      | Massachusetts            | 3 dicembre 1923 - 4 marzo 1925      |                                    |                                   |
| 43 |                                     | Nicholas Longworth (1869 - 1931)       | Repubblicano                      | Ohio                     | 69º (1925 - 1927)                   | 7 dicembre 1925 - 4 marzo 1927     |                                   |
| 43 | 70º (1927 - 1929)                   | Nicholas Longworth (1869 - 1931)       | Repubblicano                      | Ohio                     | 5 dicembre 1927 - 4 marzo 1929      |                                    |                                   |
| 43 | 70º (1927 - 1929)                   | Nicholas Longworth (1869 - 1931)       | Repubblicano                      | Ohio                     | 5 dicembre 1927 - 4 marzo 1929      | Herbert Hoover (1929 – 1933)       |                                   |
| 43 | 71º (1929 - 1931)                   | Nicholas Longworth (1869 - 1931)       | Repubblicano                      | Ohio                     | 15 aprile 1929 - 4 marzo 1931       |                                    |                                   |
| 44 |                                     | John Nance Garner (1868 - 1967)        | Democratico                       | Texas                    | 72º (1931 - 1933)                   | 7 dicembre 1931 - 4 marzo 1933     |                                   |
| 44 | Franklin D. Roosevelt (1933 – 1945) | John Nance Garner (1868 - 1967)        | Democratico                       | Texas                    | 72º (1931 - 1933)                   | 7 dicembre 1931 - 4 marzo 1933     |                                   |
| 45 |                                     | Henry Thomas Rainey (1860 - 1934)      | Democratico                       | Illinois                 | 73º (1933 - 1935)                   | 9 marzo 1933 - 19 agosto 1934†     |                                   |
| 46 |                                     | Joseph W. Byrns (1869 - 1936)          | Democratico                       | Tennessee                | 74º (1935 - 1937)                   | 3 gennaio 1935 - 4 giugno 1936†    |                                   |
| 47 |                                     | William B. Bankhead (1874 - 1940)      | Democratico                       | Alabama                  | 74º (1935 - 1937)                   | 4 giugno 1936 - 3 gennaio 1937     |                                   |
| 47 | 75º (1937 - 1939)                   | William B. Bankhead (1874 - 1940)      | Democratico                       | Alabama                  | 5 gennaio 1937 - 3 gennaio 1939     |                                    |                                   |
| 47 | 76º (1939 - 1941)                   | William B. Bankhead (1874 - 1940)      | Democratico                       | Alabama                  | 3 gennaio 1939 - 15 settembre 1940† |                                    |                                   |
| 48 | 76º (1939 - 1941)                   |                                        | Sam Rayburn (1882 - 1961)         | Democratico              | Texas                               | 16 settembre 1940 - 3 gennaio 1941 |                                   |
| 48 | 77º (1941 - 1943)                   | 3 gennaio 1941 - 3 gennaio 1943        | Sam Rayburn (1882 - 1961)         | Democratico              | Texas                               |                                    |                                   |
| 48 | 78º (1943 - 1945)                   | 6 gennaio 1943 - 3 gennaio 1945        | Sam Rayburn (1882 - 1961)         | Democratico              | Texas                               |                                    |                                   |
| 48 | 79º (1945 - 1947)                   | 3 gennaio 1945 - 3 gennaio 1947        | Sam Rayburn (1882 - 1961)         | Democratico              | Texas                               |                                    |                                   |
| 48 | 79º (1945 - 1947)                   | 3 gennaio 1945 - 3 gennaio 1947        | Sam Rayburn (1882 - 1961)         | Democratico              | Texas                               | Harry Truman (1945 – 1953)         |                                   |
| 49 |                                     | Joseph W. Martin, Jr. (1884 - 1968)    | Repubblicano                      | Massachusetts            | 80º (1947 - 1949)                   | 3 gennaio 1947 - 3 gennaio 1949    |                                   |
| 50 |                                     | Sam Rayburn (1882 - 1961)              | Democratico                       | Texas                    | 81º (1949 - 1951)                   | 3 gennaio 1949 - 3 gennaio 1951    |                                   |
| 50 | 82º (1951 - 1953)                   | Sam Rayburn (1882 - 1961)              | Democratico                       | Texas                    | 3 gennaio 1951 - 3 gennaio 1953     |                                    |                                   |
| 50 | 82º (1951 - 1953)                   | Sam Rayburn (1882 - 1961)              | Democratico                       | Texas                    | 3 gennaio 1951 - 3 gennaio 1953     | Dwight Eisenhower (1953 – 1961)    |                                   |
| 51 |                                     | Joseph W. Martin, Jr. (1884 - 1968)    | Repubblicano                      | Massachusetts            | 83º (1953 - 1955)                   | 3 gennaio 1953 - 3 gennaio 1955    |                                   |
| 52 |                                     | Sam Rayburn (1882 - 1961)              | Democratico                       | Texas                    | 84º (1955 - 1957)                   | 3 gennaio 1955 - 3 gennaio 1957    |                                   |
| 52 | 85º (1957 - 1959)                   | Sam Rayburn (1882 - 1961)              | Democratico                       | Texas                    | 3 gennaio 1957 - 3 gennaio 1959     |                                    |                                   |
| 52 | 86º (1959 - 1961)                   | Sam Rayburn (1882 - 1961)              | Democratico                       | Texas                    | 7 gennaio 1959 - 3 gennaio 1961     |                                    |                                   |
| 52 | 87º (1961 - 1963)                   | Sam Rayburn (1882 - 1961)              | Democratico                       | Texas                    | 3 gennaio 1961 - 16 novembre 1961†  |                                    |                                   |
| 52 | 87º (1961 - 1963)                   | Sam Rayburn (1882 - 1961)              | Democratico                       | Texas                    | 3 gennaio 1961 - 16 novembre 1961†  | John F. Kennedy (1961 – 1963)      |                                   |
| 53 | 87º (1961 - 1963)                   |                                        | John W. McCormack (1891 - 1980)   | Democratico              | Massachusetts                       | 10 gennaio 1962 - 3 gennaio 1963   |                                   |
| 53 | 88º (1963 - 1965)                   | 9 gennaio 1963 - 3 gennaio 1965        | John W. McCormack (1891 - 1980)   | Democratico              | Massachusetts                       |                                    |                                   |
| 53 | 88º (1963 - 1965)                   | 9 gennaio 1963 - 3 gennaio 1965        | John W. McCormack (1891 - 1980)   | Democratico              | Massachusetts                       | Lyndon Johnson (1963 – 1969)       |                                   |
| 53 | 89º (1965 - 1967)                   | 4 gennaio 1965 - 3 gennaio 1967        | John W. McCormack (1891 - 1980)   | Democratico              | Massachusetts                       |                                    |                                   |
| 53 | 90º (1967 - 1969)                   | 10 gennaio 1967 - 3 gennaio 1969       | John W. McCormack (1891 - 1980)   | Democratico              | Massachusetts                       |                                    |                                   |
| 53 | 91º (1969 - 1971)                   | 3 gennaio 1969 - 3 gennaio 1971        | John W. McCormack (1891 - 1980)   | Democratico              | Massachusetts                       |                                    |                                   |
| 53 | 91º (1969 - 1971)                   | 3 gennaio 1969 - 3 gennaio 1971        | John W. McCormack (1891 - 1980)   | Democratico              | Massachusetts                       | Richard Nixon (1969 – 1974)        |                                   |
| 54 |                                     | Carl Albert (1908 - 2000)              | Democratico                       | Oklahoma                 | 92º (1971 - 1973)                   | 21 gennaio 1971 - 3 gennaio 1973   |                                   |
| 54 | 93º (1973 - 1975)                   | Carl Albert (1908 - 2000)              | Democratico                       | Oklahoma                 | 3 gennaio 1973 - 3 gennaio 1975     |                                    |                                   |
| 54 | 93º (1973 - 1975)                   | Carl Albert (1908 - 2000)              | Democratico                       | Oklahoma                 | 3 gennaio 1973 - 3 gennaio 1975     | Gerald Ford (1974 – 1977)          |                                   |
| 54 | 94º (1975 - 1977)                   | Carl Albert (1908 - 2000)              | Democratico                       | Oklahoma                 | 14 gennaio 1975 - 3 gennaio 1977    |                                    |                                   |
| 55 |                                     | Tip O'Neill (1912 - 1994)              | Democratico                       | Massachusetts            | 95º (1977 - 1979)                   | 4 gennaio 1977 - 3 gennaio 1979    |                                   |
| 55 | Jimmy Carter (1977 – 1981)          | Tip O'Neill (1912 - 1994)              | Democratico                       | Massachusetts            | 95º (1977 - 1979)                   | 4 gennaio 1977 - 3 gennaio 1979    |                                   |
| 55 | 96º (1979 - 1981)                   | Tip O'Neill (1912 - 1994)              | Democratico                       | Massachusetts            | 15 gennaio 1979 - 3 gennaio 1981    |                                    |                                   |
| 55 | 97º (1981 - 1983)                   | Tip O'Neill (1912 - 1994)              | Democratico                       | Massachusetts            | 5 gennaio 1981 - 3 gennaio 1983     |                                    |                                   |
| 55 | 97º (1981 - 1983)                   | Tip O'Neill (1912 - 1994)              | Democratico                       | Massachusetts            | 5 gennaio 1981 - 3 gennaio 1983     | Ronald Reagan (1981 – 1989)        |                                   |
| 55 | 98º (1983 - 1985)                   | Tip O'Neill (1912 - 1994)              | Democratico                       | Massachusetts            | 3 gennaio 1983 - 3 gennaio 1985     |                                    |                                   |
| 55 | 99º (1985 - 1987)                   | Tip O'Neill (1912 - 1994)              | Democratico                       | Massachusetts            | 3 gennaio 1985 - 3 gennaio 1987     |                                    |                                   |
| 56 |                                     | Jim Wright (1922 - 2015)               | Democratico                       | Texas                    | 100º (1987 - 1989)                  | 6 gennaio 1987 - 3 gennaio 1989    |                                   |
| 56 | 101º (1989 - 1991)                  | Jim Wright (1922 - 2015)               | Democratico                       | Texas                    | 3 gennaio 1989 - 6 giugno 1989      |                                    |                                   |
| 56 | 101º (1989 - 1991)                  | Jim Wright (1922 - 2015)               | Democratico                       | Texas                    | 3 gennaio 1989 - 6 giugno 1989      | George H. W. Bush (1989 – 1993)    |                                   |
| 57 | 101º (1989 - 1991)                  |                                        | Tom Foley (1929 - 2013)           | Democratico              | Washington                          | 6 giugno 1989 - 3 gennaio 1991     |                                   |
| 57 | 102º (1991 - 1993)                  | 3 gennaio 1991 - 3 gennaio 1993        | Tom Foley (1929 - 2013)           | Democratico              | Washington                          |                                    |                                   |
| 57 | 103º (1993 - 1995)                  | 5 gennaio 1993 - 3 gennaio 1995        | Tom Foley (1929 - 2013)           | Democratico              | Washington                          |                                    |                                   |
| 57 | 103º (1993 - 1995)                  | 5 gennaio 1993 - 3 gennaio 1995        | Tom Foley (1929 - 2013)           | Democratico              | Washington                          | Bill Clinton (1993 – 2001)         |                                   |
| 58 |                                     | Newt Gingrich (1943)                   | Repubblicano                      | Georgia                  | 104º (1995 - 1997)                  | 4 gennaio 1995 - 3 gennaio 1997    |                                   |
| 58 | 105º (1997 - 1999)                  | Newt Gingrich (1943)                   | Repubblicano                      | Georgia                  | 7 gennaio 1997 - 3 gennaio 1999     |                                    |                                   |
| 59 |                                     | Dennis Hastert (1942)                  | Repubblicano                      | Illinois                 | 106º (1999 - 2001)                  | 6 gennaio 1999 - 3 gennaio 2001    |                                   |
| 59 | 107º (2001 - 2003)                  | Dennis Hastert (1942)                  | Repubblicano                      | Illinois                 | 3 gennaio 2001 - 3 gennaio 2003     |                                    |                                   |
| 59 | 107º (2001 - 2003)                  | Dennis Hastert (1942)                  | Repubblicano                      | Illinois                 | 3 gennaio 2001 - 3 gennaio 2003     | George W. Bush (2001 – 2009)       |                                   |
| 59 | 108º (2003 - 2005)                  | Dennis Hastert (1942)                  | Repubblicano                      | Illinois                 | 7 gennaio 2003 - 3 gennaio 2005     |                                    |                                   |
| 59 | 109º (2005 - 2007)                  | Dennis Hastert (1942)                  | Repubblicano                      | Illinois                 | 3 gennaio 2005 - 3 gennaio 2007     |                                    |                                   |
| 60 |                                     | Nancy Pelosi (1940)                    | Democratico                       | California               | 110º (2007 - 2009)                  | 4 gennaio 2007 - 3 gennaio 2009    |                                   |
| 60 | 111º (2009 - 2011)                  | Nancy Pelosi (1940)                    | Democratico                       | California               | 6 gennaio 2009 - 3 gennaio 2011     |                                    |                                   |
| 60 | 111º (2009 - 2011)                  | Nancy Pelosi (1940)                    | Democratico                       | California               | 6 gennaio 2009 - 3 gennaio 2011     | Barack Obama (2009 – 2017)         |                                   |
| 61 |                                     | John Boehner (1949)                    | Repubblicano                      | Ohio                     | 112º (2011 - 2013)                  | 5 gennaio 2011 - 3 gennaio 2013    |                                   |
| 61 | 113º (2013 - 2015)                  | John Boehner (1949)                    | Repubblicano                      | Ohio                     | 3 gennaio 2013 - 3 gennaio 2015     |                                    |                                   |
| 61 | 114º (2015 - 2017)                  | John Boehner (1949)                    | Repubblicano                      | Ohio                     | 3 gennaio 2015 - 29 ottobre 2015    |                                    |                                   |
| 62 | 114º (2015 - 2017)                  |                                        | Paul Ryan (1970)                  | Repubblicano             | Wisconsin                           | 30 ottobre 2015 - 3 gennaio 2017   |                                   |
| 62 | 115º (2017 - 2019)                  | 3 gennaio 2017 - 3 gennaio 2019        | Paul Ryan (1970)                  | Repubblicano             | Wisconsin                           |                                    |                                   |
| 62 | 115º (2017 - 2019)                  | 3 gennaio 2017 - 3 gennaio 2019        | Paul Ryan (1970)                  | Repubblicano             | Wisconsin                           | Donald Trump (2017 – 2021)         |                                   |
| 63 |                                     | Nancy Pelosi (1940)                    | Democratico                       | California               | 116º (2019 - 2021)                  | 3 gennaio 2019 - 3 gennaio 2021    |                                   |
| 63 | 117º (2021 - 2023)                  | Nancy Pelosi (1940)                    | Democratico                       | California               | 3 gennaio 2021 - 3 gennaio 2023     |                                    |                                   |
| 63 | 117º (2021 - 2023)                  | Nancy Pelosi (1940)                    | Democratico                       | California               | 3 gennaio 2021 - 3 gennaio 2023     | Joe Biden (2021 — 2025)            |                                   |
| 64 |                                     | Kevin McCarthy (1965)                  | Repubblicano                      | California               | 118º (2023 — 2025)                  | 7 gennaio 2023 — 3 ottobre 2023    |                                   |
| 65 |                                     | Mike Johnson (1972)                    | Repubblicano                      | Louisiana                | 118º (2023 — 2025)                  | 25 ottobre 2023 — 3 gennaio 2025   |                                   |
| 65 | 119º (Dal 2025)                     | Mike Johnson (1972)                    | Repubblicano                      | Louisiana                | Donald Trump (Dal 2025)             | 3 gennaio 2025 - in carica         |                                   |